# 程举
程举，中华人民共和国政治人物、全国脱贫攻坚先进个人。

## 生平
程举任中国人民银行成都分行资本项目管理处副处长。因在脱贫攻坚战中作出突出贡献，2021年2月25日全国脱贫攻坚总结表彰大会上，程举被授予“全国脱贫攻坚先进个人”。